# Valrhona

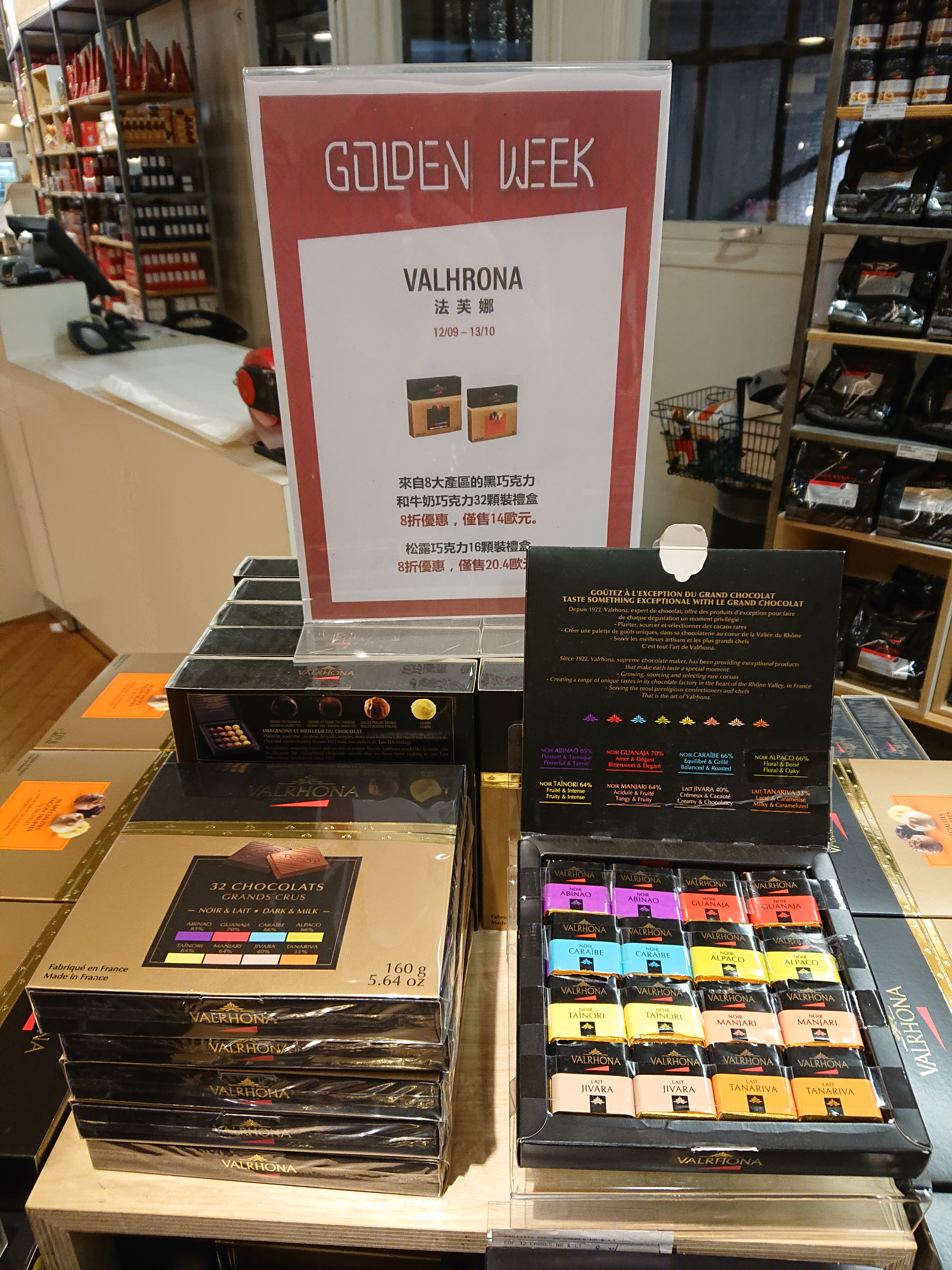
Caixas de bombons da Valrhona, na Galeria Lafayette (2019).

Valrhona é uma marca e empresa de chocolate francesa com sede perto de Lyon. A empresa foi fundada em 1922 e é actualmente uma das líderes mundiais de produção de chocolate  de alta qualidade, mantendo uma École du Grand Chocolat, escola para profissionais centrada no ensino da culinária e doçaria com chocolate.
A Valrhona é uma das raras empresas do mundo que produz chocolate vintage feito a partir de grãos de cacau de uma única produção anual e de uma plantação específica. Actualmente três marcas de chocolates vintage – Ampamakia, Gran Couva e Palmira – estão em produção, respectivamente, em plantações em Madagáscar, Trinidad e Tobago e Venezuela.